# Kamienica przy ulicy Szlak 19 w Krakowie
Kamienica przy ulicy Szlak 19 – zabytkowa kamienica znajdująca się w Krakowie, w dzielnicy I przy ul. Szlak, na Kleparzu.
Kamienica została wzniesiona w 1893 roku według projektu architekta Józefa Pakiesa. W 1912 roku budynek został nadbudowany o trzecie piętro.
Kamienica została wpisana do gminnej ewidencji zabytków. Znajduje się na obszarze Kleparza, którego układ urbanistyczny został wpisany 25 stycznia 1984 do rejestru zabytków.